# ويم ريختر
ويم ريختر (بالإنجليزية: Wim Richter)‏ هو عالم جنوب أفريقي، ولد في 23 مايو 1946 في جنوب أفريقيا، وتوفي في 18 فبراير 2019.